# Кумаканда
Кумаканда — село в Чернышевском районе Забайкальского края России в составе сельского поселения «Мильгидунское».

## География
Находится в западной части района на расстоянии примерно 19 километров на север-северо-запад от поселка Чернышевск.

## Климат
Климат резко континентальный. Ср. температура в июле +16 +20 °С (максимальная +37 °С), в янв. −26 −30 °С (абс. минимум −57 °С). Осадков выпадает 300—350 мм/год. Вегетационный период продолжается от 130 до 150 дней.
Часовой пояс
Село Кумаканда находится в часовой зоне МСК+6. Смещение применяемого времени относительно UTC составляет +9:00.

## История
Официальный год основания села 1758.
По другим данным основано в 1808 тунгусами. Входило в Зюльзинскую, с 1916 — в Мильгидунскую инородческую волость. В период советской власти работал колхоз им. Ленина.

## Население
| 2002 | 2010 | 2021 |
| ---- | ---- | ---- |
| 89   | ↘80  | ↘61  |

Постоянное население составляло 89 человек в 2002 году (русские 99 %), 80 человек в 2010 году.